# Poison Was the Cure
«Poison Was the Cure» es una canción de la banda estadounidense Megadeth, del álbum de estudio Rust in Peace (1990). El título de la canción podría hacer referencia a la metadona, una droga utilizada para tratar a los adictos a la heroína, lo que hace que ese "veneno" se convierte en una "cura".